# Rhinocypha albistigma
Rhinocypha albistigma är en trollsländeart som först beskrevs av Selys 1873.  Rhinocypha albistigma ingår i släktet Rhinocypha och familjen Chlorocyphidae. Inga underarter finns listade i Catalogue of Life.